# Laha
I Laha sono un gruppo etnico del Vietnam la cui popolazione è stimata in circa 1.800 individui (censimento del 1999).
I Laha sono presenti essenzialmente nelle province di Son La, Lao Cai, e Yen Bai. 
I nomi alternativi per i Laha sono: Khla Don, Khla Liik, Khla Phlao, Kla Dong, Laha Ung, Xa Cah, Xa Chien, Xa Khao, Xa Lay, Xa Lga. 
L'etnia Laha del Vietnam è strettamente correlata ai Dai. Vivono a stretto contatto con le etnie dei Thai e dei Khang. La religione predominante è l'animismo.

## Lingua
I Laha parlano una propria lingua, la lingua Laha, del ceppo Tai-Kadai.